# Kirchenruine Steinfurth

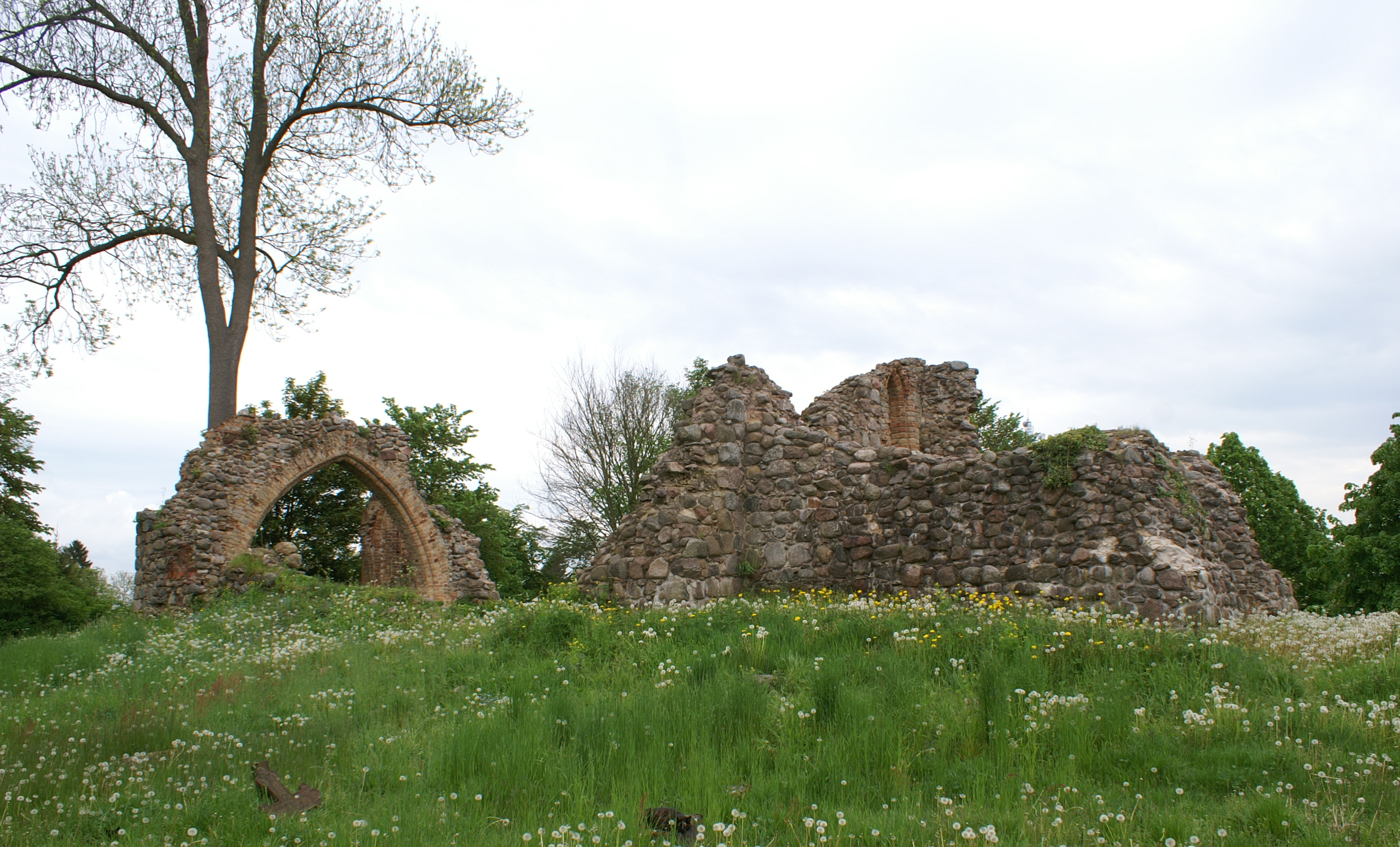
Nordseite mit Unterbau des Westturms

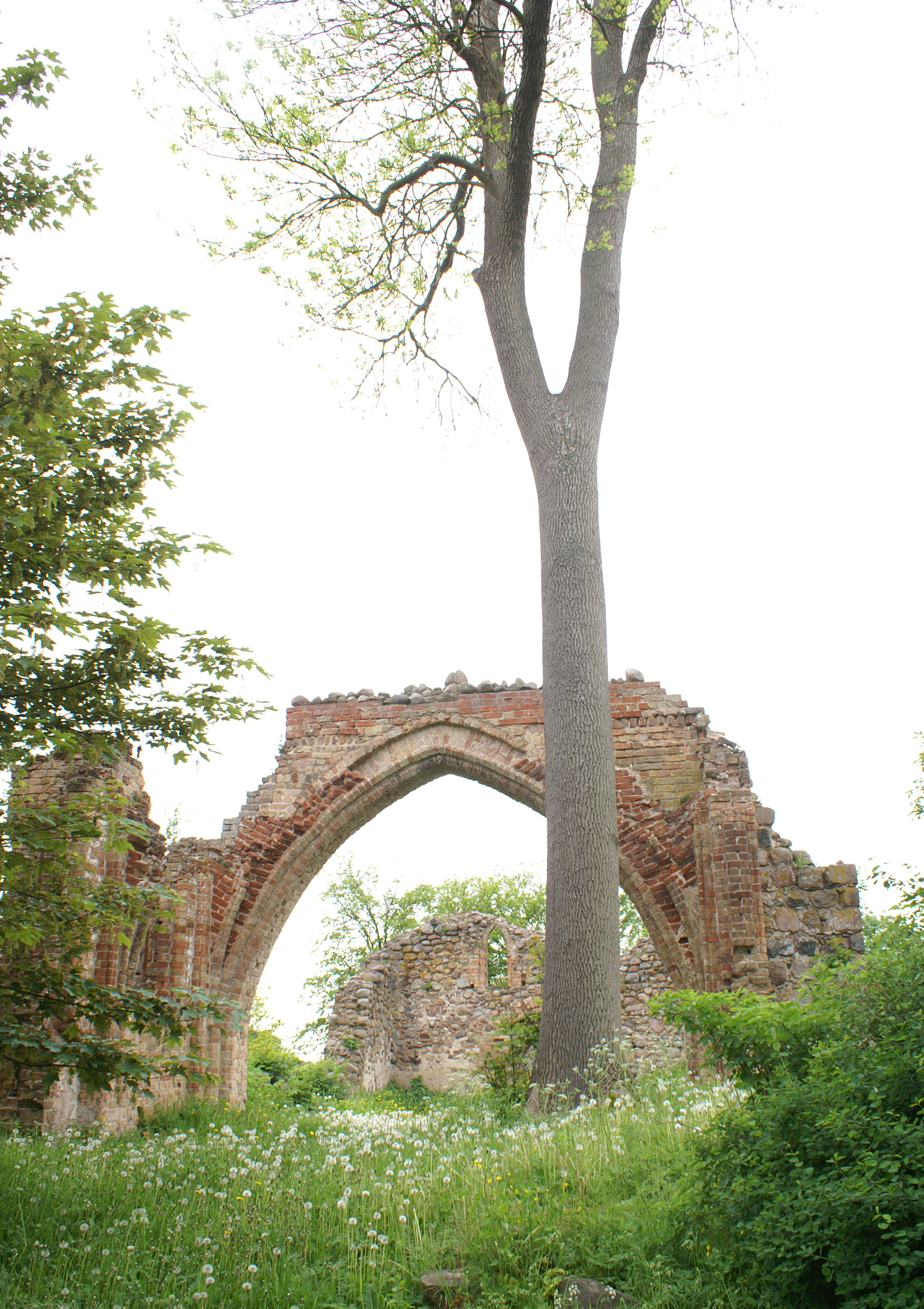
Triumphbogen

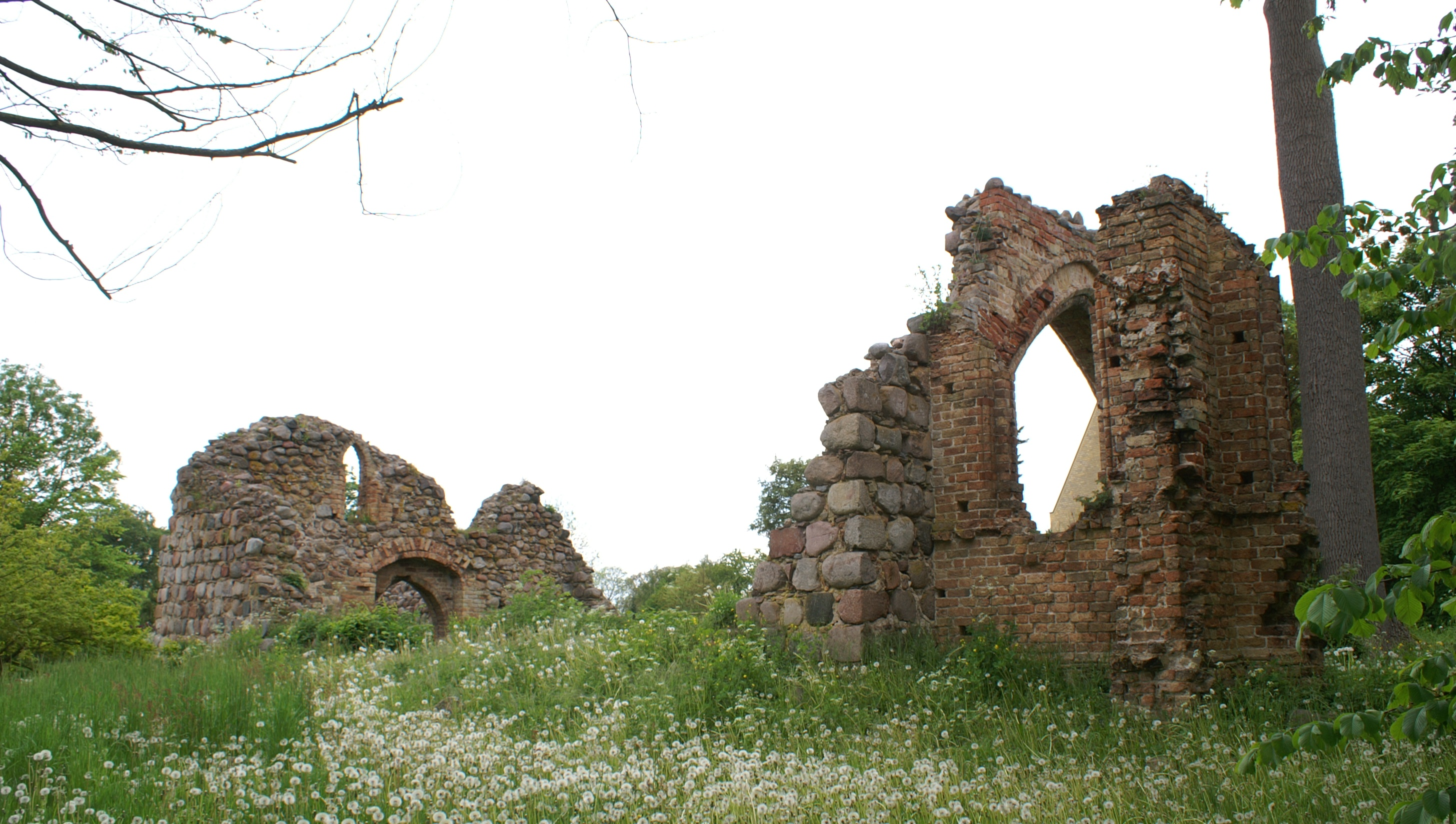
Südseite

Die Kirchenruine Steinfurth befindet sich im Ortsteil Steinfurth der Gemeinde Karlsburg im Landkreis Vorpommern-Greifswald.
Das überwiegend aus Feldsteinen errichtete dreijochige Kirchenschiff wurde wie der vorgesetzte Westturm am Anfang des 14. Jahrhunderts gebaut. Das Schiff war dem Anschein nach flachgedeckt. Der eingezogene Chor mit geradem Ostabschluss aus Backstein stammt wahrscheinlich aus der Mitte des 14. Jahrhunderts.
1664 stürzte der Kirchturm ein und zerstörte dabei das Gebäude. Seitdem ist die Kirche eine Ruine. Der Mittelpunkt der Parochie wurde darauf nach Zarnekow verlagert.
Von der Kirche sind Reste des Turms, Teile des Mauerwerks des Schiffes sowie der abgestufte Triumphbogen erhalten. Vom Chor bestehen noch Teile der südlichen Wand mit kleinen zugespitzten, den Wandpfeilern vorgesetzten Konsolen, die die Gewölberippen trugen.
Neben der Ruine befindet sich die Grabkapelle Steinfurth, die ehemalige Grabkapelle der Familie von Bismarck-Bohlen.